# Monique Dell
Monique Dell, z domu Williams (ur. 23 września 1985 w Tokoroa) – nowozelandzka lekkoatletka, sprinterka, złota medalistka uniwersjady w Belgradzie (2009). 
Jako piętnastolatka zajęła 8. miejsce w sztafeta 4 × 400 metrów podczas mistrzostw świata juniorów. Rok później, na mistrzostwach świata kadetów odpadła w półfinale na 800 metrów oraz zajęła 7. lokatę w sztafecie szwedzkiej. W 2004 startowała na mistrzostwach świata juniorów we włoskim Grosseto. Trzy lata później zajęła 7. miejsce w biegu na 200 metrów podczas uniwersjady w Bangkoku. W trakcie kolejnej edycji tej imprezy, w 2009, zdobyła złoty medal. W tym samym roku dotarła do półfinału biegu na 200 metrów podczas mistrzostw świata w Berlinie, na których ustanowiła rekord kraju (22,90). W 2010 uplasowała się na 6. pozycji w trakcie trwania igrzysk Wspólnoty Narodów. Jest wielokrotną medalistką mistrzostw kraju i trzykrotną rekordzistką Nowej Zelandii.

## Osiągnięcia
| Rok  | Impreza                               | Miejsce    | Konkurencja             | Lokata     | Wynik   |
| ---- | ------------------------------------- | ---------- | ----------------------- | ---------- | ------- |
| 2000 | Mistrzostwa świata juniorów           | Santiago   | sztafeta 4 × 400 metrów | 8. miejsce | 3:49,87 |
| 2001 | Mistrzostwa świata juniorów młodszych | Debreczyn  | bieg na 800 metrów      | półfinał   | 2:16,39 |
| 2001 | Mistrzostwa świata juniorów młodszych | Debreczyn  | sztafeta szwedzka       | 7. miejsce | 2:11,66 |
| 2004 | Mistrzostwa świata juniorów           | Grosseto   | bieg na 200 metrów      | eliminacje | 24,43   |
| 2004 | Mistrzostwa świata juniorów           | Grosseto   | bieg na 400 metrów      | półfinał   | 56,13   |
| 2007 | Uniwersjada                           | Bangkok    | bieg na 200 metrów      | 7. miejsce | 24,08   |
| 2009 | Uniwersjada                           | Belgrad    | bieg na 200 metrów      | 1. miejsce | 23,11   |
| 2009 | Mistrzostwa świata                    | Berlin     | bieg na 200 metrów      | półfinał   | 22,90   |
| 2010 | Igrzyska Wspólnoty Narodów            | Nowe Delhi | bieg na 200 metrów      | 6. miejsce | 23,71   |

## Rekordy życiowe
- Bieg na 60 metrów (hala) – 7,58 (2012)
- Bieg na 100 metrów – 11,61 (2009) / 11,48w (2011)
- Bieg na 200 metrów – 22,90 (2009) rekord Nowej Zelandii.
- Bieg na 400 metrów – 51,88 (2009)